# Volejbalová škola Praha
Volejbalová škola Praha je sportovní a výchovný projekt, který jeho majitel, ředitel a hlavní trenér Josef Farmačka intenzivně prezentuje jako prevenci kriminality mládeže. Je veden v duchu pevné až tvrdé vychovatelské autority a nekompromisní kázně. Započal 1. ledna 1991. Původně působil v Horních Měcholupech, nyní má hlavní působiště v třípatrové tělocvičně tzv. „červené školy“ na Jižním Městě v Praze, ale působí i v několika dalších pražských tělocvičnách.
Do školy se mohou přihlašovat žáci základních škol i dospělí rekreanti. Škola přijímá i netalentové, astmatické, alergické či problémové děti. Do 13 let je výchova zaměřena na všestranný pohybový rozvoj, od 13 let se specializuje na volejbal. V červenci probíhá povinný tréninkový tábor, pro zájemce škola pořádá ozdravné pobyty u moře v italském Bibione. Ročně je přijato kolem 350 dětí, škola na svém webu tvrdí, že každoročně zruší členství 50–60 žákům kvůli nekázni (pro článek v Reflexu v roce 2000 však Farmačka uvedl, že kolem 60 dětí ročně odejde samo a za rok 1999 byli pouze 2 žáci zcela vyloučeni). V roce 2000 do školy dojíždělo asi 1400 dětí z celé Prahy.
Farmačka je zapřisáhlým odpůrcem kouření, alkoholismu a drog. Žáci školy jsou trestáni i za vulgární mluvu. V rozhovoru pro Lidové noviny se však vyjadřoval jadrně: použil slova jak blbec, blbečci, kreténi. Kuřáky označil za méněcenné lidi a zametl by s nimi.
Podle tvrzení na webu školy funguje škola po celou dobu své existence bez nejmenší podpory státu, na jiném místě se však píše, že Volejbalová škola Praha je projektem primární prevence dětské kriminality a protidrogové prevence, který podporuje Národní protidrogová centrála Policie České republiky. Významnými sponzory školy byla  Poštovní spořitelna, Giga sport, Zdravotní pojišťovna ministerstva vnitra ČR a další subjekty. Škola se jim odvděčuje reklamou na povinných jednotných úborech, které žáci na sobě mají i na reklamních citylightech samotné školy. V roce 2000 stál roční provoz školy asi 3,5 miliónu Kč.
Majitel školy Josef Farmačka vyrostl bez otce jako nejmladší z 9 dětí v rodině. V dětství jej podpořil učitel Vaníček, který mu tak otce zčásti nahrazoval. Josef Farmačka je původním povoláním horník, je absolventem vysokoškolského studia tělesné výchovy, žurnalistiky a práva. Byl i funkcionářem ÚV ČSTV, volejbalovým hráčem a trenérem volejbalových reprezentací s nejvyšší licencí FIEV.